# Engyprosopon
Engyprosopon is een geslacht van straalvinnige vissen uit de familie van botachtigen (Bothidae). Het geslacht is voor het eerst wetenschappelijk beschreven in 1862 door Guenther.

## Soorten
- Engyprosopon annulatus (Weber, 1913)
- Engyprosopon arenicola Jordan & Evermann, 1903
- Engyprosopon bellonaensis Amaoka, Mihara & Rivaton, 1993
- Engyprosopon bleekeri (Macleay, 1881)
- Engyprosopon filimanus (Regan, 1908)
- Engyprosopon filipennis Wu & Tang, 1935
- Engyprosopon grandisquama (Temminck & Schlegel, 1846)
- Engyprosopon hawaiiensis Jordan & Evermann, 1903
- Engyprosopon hensleyi Amaoka & Imamura, 1990
- Engyprosopon hureaui Quéro & Golani, 1990
- Engyprosopon kushimotoensis Amaoka, Kaga & Misaki, 2008
- Engyprosopon latifrons (Regan, 1908)
- Engyprosopon longipelvis Amaoka, 1969
- Engyprosopon longipterum Amaoka, Mihara & Rivaton, 1993
- Engyprosopon macrolepis (Regan, 1908)
- Engyprosopon maldivensis (Regan, 1908)
- Engyprosopon marquisensis Amaoka & Séret, 2005
- Engyprosopon mogkii (Bleeker, 1854)
- Engyprosopon mozambiquensis Hensley, 2003
- Engyprosopon multisquama Amaoka, 1963
- Engyprosopon natalensis Regan, 1920
- Engyprosopon obliquioculatum (Fowler, 1934)
- Engyprosopon osculus (Amaoka & Arai, 1998)
- Engyprosopon raoulensis Amaoka & Mihara, 1995
- Engyprosopon regani Hensley & Suzumoto, 1990
- Engyprosopon rostratum Amaoka, Mihara & Rivaton, 1993
- Engyprosopon sechellensis (Regan, 1908)
- Engyprosopon septempes Amaoka, Mihara & Rivaton, 1993
- Engyprosopon vanuatuensis Amaoka & Séret, 2005
- Engyprosopon xenandrus Gilbert, 1905
- Engyprosopon xystrias Hubbs, 1915